# HMS Pathfinder (G10)
HMS Pathfinder (G10) là một tàu khu trục lớp P được Hải quân Hoàng gia Anh Quốc chế tạo trong Chương trình Khẩn cấp của Chiến tranh Thế giới thứ hai. Được đưa vào hoạt động năm 1942, nó bị hư hại do không kích tại Viễn Đông năm 1945 và bị tháo dỡ năm 1948.

## Thiết kế và chế tạo
Pathfinder được đặt hàng cho xưởng tàu của hãng Hawthorn Leslie & Co tại Newcastle upon Tyne vào ngày 2 tháng 10 năm 1939, như một phần của Chương trình Khẩn cấp Chiến tranh. Nó được đặt lườn vào ngày 5 tháng 3 năm 1940, được hạ thủy vào ngày 10 tháng 4 năm 1941 và nhập biên chế cùng Hải quân Hoàng gia vào ngày 13 tháng 4 năm 1942.

## Lịch sử hoạt động
Trong Chiến tranh Thế giới thứ hai, Pathfinder đã hoạt động tại một số chiến trường, đặc biệt là tại Địa Trung Hải và Viễn Đông. Nó đã đánh chìm các tàu ngầm U-boat Đức U-162 và U-203.
Vào ngày 11 tháng 2 năm 1945, Pathfinder bị một máy bay ném bom Nhật Bản đánh trúng ngoài khơi Ramree Miến Điện, và bị hư hại nặng đến mức được xem như một tổn thất toàn bộ. Con tàu được tháo dỡ vào tháng 11 năm 1948 tại Milford Haven.